# Sports Champions 2
Sports Champions 2 este un joc video de sport din 2012 dezvoltat de San Diego Studio și Zindagi Games publicat de Sony Computer Entertainment exclusv pentru PlayStation 3, care folosește PlayStation Move. Este al doilea joc din seria Sports Champions. Apar noi sporturi precum box, golf, bowling, ski și tenis.

## Legături externe
- Pagină oficială la Zindagi Games